# Libertas Football Club 1907-1908
Questa pagina raccoglie i dati riguardanti il Libertas Football Club nelle competizioni ufficiali della stagione 1907-1908.

## Rosa
| N. |                        | Ruolo | Calciatore        |
| -- | ---------------------- | ----- | ----------------- |
|    | Italia (bandiera)      | A     | Aldo Cevenini (I) |
|    | Italia (bandiera)      | C     | Carlo Galetti     |
|    | Inghilterra (bandiera) | A     | Lindsay           |
|    | Italia (bandiera)      | P     | Pasquale Lissone  |
|    | Italia (bandiera)      | C     | Luigi Livio       |
|    | Italia (bandiera)      | A     | Lucchetti (I)     |

| N. |                     | Ruolo | Calciatore            |
| -- | ------------------- | ----- | --------------------- |
|    | Italia (bandiera)   | C     | Luigi Pedraglio (II)  |
|    | Italia (bandiera)   | D     | Guido Röss            |
|    | Italia (bandiera)   | A     | Stefano Schiantarelli |
|    | Svizzera (bandiera) | A     | E. Weiss (I)          |
|    | Svizzera (bandiera) | A     | G. Weiss (II)         |

## Fonti
Giornali sportivi:
- Gazzetta dello Sport, stagione 1907-1908, consultabile presso le Biblioteche:
  - Biblioteca Civica di Torino;
  - Biblioteca Nazionale Braidense di Milano,
  - Biblioteca Civica Berio di Genova,
  - Biblioteca Nazionale Centrale di Firenze.
  - Non presente all'Emeroteca del CONI di Roma perché la raccolta parte dal settembre 1928.